# Carnival of Souls: The Final Sessions
Carnival of Souls: The Final Sessions е седемнадесети студиен албум на американската рок група Kiss. Издаден е на 28 октомври 1997 г. от Mercury Records.

## Обща информация
Първоначално е предвиден за издаване през 1996 г., но в крайна сметка не е пуснат до 1997 г. Причината е, че Kiss се ангажира с турне в оригиналния си състав. Бутлег копия се разпространяват сред феновете, което подтиква групата да пусне официално материала през 1997 г., макар и неохотно. Поради това, няма турне в подкрепа на албума и в крайна сметка нито една от песните не е изпълнена на живо. Това е последният албум на групата с китариста Брус Кулик. Албумът е отклонение от класическия за групата хардрок, в полза на мрачния и популярен тогава гръндж.
Последната песен от албума „I Walk Alone“, включва вокали от Брус Кулик, което е единствената песен изпята от него.

## Състав
- Пол Стенли – вокали, ритъм китара
- Брус Кулик – соло китара, бас в „Rain“, „I Will Be There“, „Jungle“, „It Never Goes Away“, „In the Mirror“ и „I Walk Alone“, вокали в „I Walk Alone“
- Джийн Симънс – бас, вокали
- Ерик Сингър – барабани, беквокали

## Песни
| 1.    | Hate                      | 4:36 |
| 2.    | Rain                      | 4:46 |
| 3.    | Master & Slave            | 4:57 |
| 4.    | Childhood's End           | 4:20 |
| 5.    | I Will Be There           | 3:49 |
| 6.    | Jungle                    | 6:49 |
| 7.    | In My Head                | 4:00 |
| 8.    | It Never Goes Away        | 5:42 |
| 9.    | Seduction of the Innocent | 5:16 |
| 10.   | I Confess                 | 5:23 |
| 11.   | In the Mirror             | 4:26 |
| 12.   | I Walk Alone              | 6:07 |
| 60:11 |                           |      |

## Позиции в класациите
| Класация (1997)      | Най-добра позиция |
| -------------------- | ----------------- |
| Австрия              | 37                |
| Нидерландия          | 66                |
| ЕС                   | 84                |
| Финландия            | 17                |
| Германия             | 36                |
| Норвегия             | 23                |
| Швейцария            | 29                |
| Billboard Pop Albums | 27                |

Сингли – Billboard (Северна Америка)
| Година | Класация               | Сингъл   | Позиция |
| ------ | ---------------------- | -------- | ------- |
| 1997   | Mainstream Rock Tracks | „Jungle“ | 8       |